# Chiesa di San Paolo Apostolo (Civitanova Marche)
La chiesa di San Paolo Apostolo, nota anche con il titolo di collegiata, è la principale parrocchiale di Civitanova Marche, in provincia di Macerata e arcidiocesi di Fermo; fa parte della vicaria di Civitanova Marche.

## Storia
L'originaria chiesa dedicata a san Paolo Apostolo venne edificata nel 1212; il luogo di culto fu elevato al rango di collegiata nel 1592 per decisione di papa Clemente VIII.
Questo edificio venne abbattuto nel 1734 durante i lavori di risanamento e di rifacimento della struttura urbana del centro storico di Civitanova.
La costruzione della nuova collegiata, disegnata dal lombardo Pietro Loni, prese inizio nel 1736; la chiesa fu poi portata a compimento nel 1753.

## Descrizione

### Esterno
La facciata in mattoni della chiesa, rivolta a nordest, è suddivisa da una cornice marcapiano in due registri, entrambi scanditi da quattro lesene; quello inferiore presenta centralmente il portale d'ingresso timpanato, mentre quello superiore è caratterizzato da una finestra e coronato dal frontone di forma triangolare. 

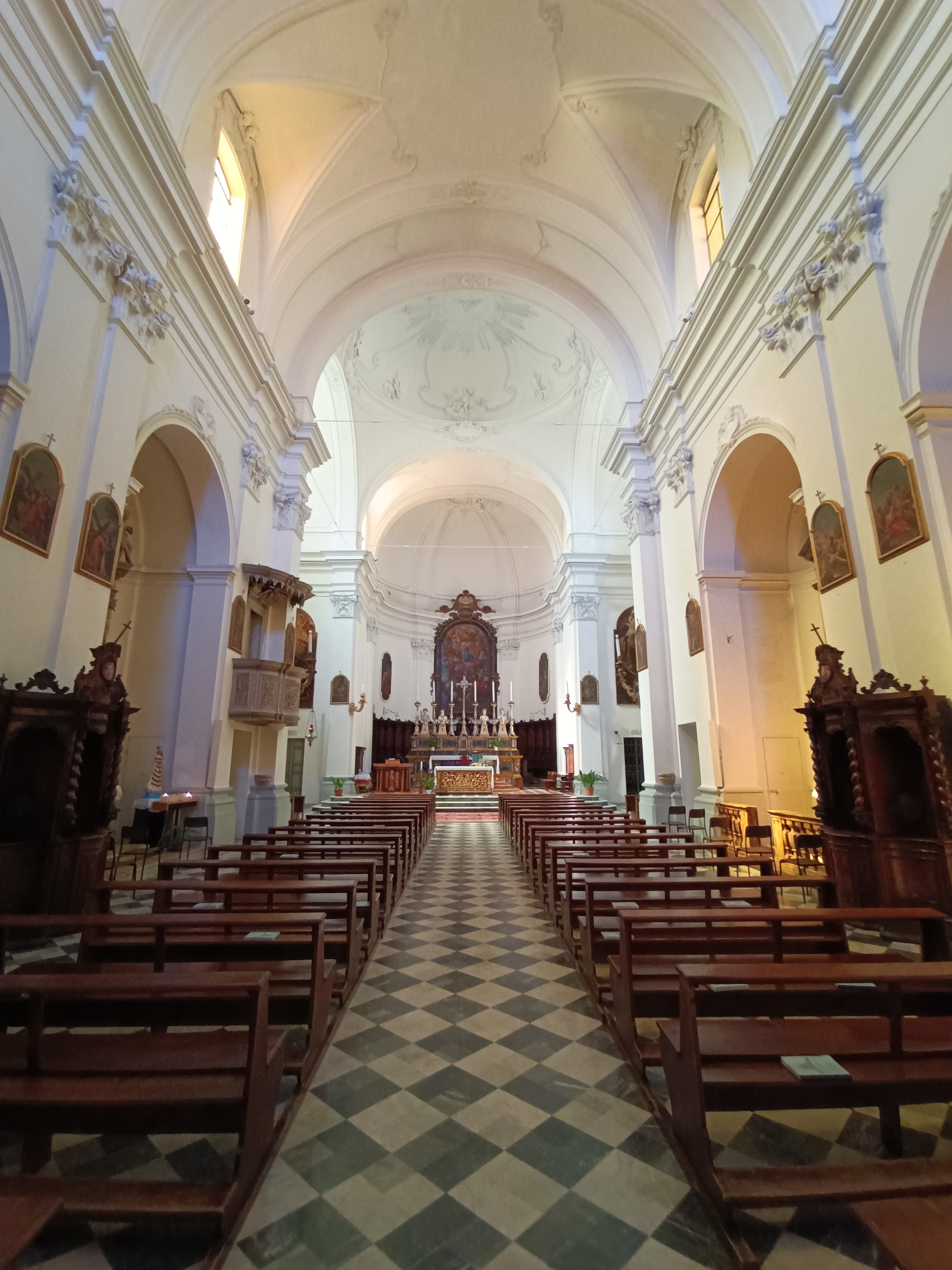
L'interno

Integrati nella facciata della collegiata sono i due campanili, ognuno dei quali presenta all'altezza della cella una monofora su ogni lato; la torre sul lato sinistro è coronata da una cupola a cipolla, mentre la torre sulla destra ne è priva.

### Interno
L'interno dell'edificio, la cui pianta è a croce latina, si compone di un'unica navata, sulla quale si affacciano le cappelle laterali, introdotte da archi a tutto sesto, e le cui pareti sono scandite da lesene terminanti con capitelli compositi sorreggenti la trabeazione modanata e aggettante sopra la quale si imposta la volta, caratterizzata dalle unghiature ospitanti le finestre; al termine dell'aula si sviluppa il breve presbiterio, rialzato di tre gradini e chiuso dall'abside di forma semicircolare.
Qui sono conservate diverse opere di pregio, tra le quali la tela avente come soggetto la Natività di Maria, eseguita nel XVI secolo da Andrea Briotti, la pala raffigurante la Crocifissione, eseguita da Durante Nobili, il fonte battesimale, risalente al 1423, e l'organo, realizzato da Andrea Callido nel Settecento.